# 神様なぜ愛にも国境があるの
『神様なぜ愛にも国境があるの』（かみさまなぜあいにもこっきょうがあるの）は、1979年制作の日本映画。
現在スイスのグリンデルヴァルトに住む中島正晃とフレーニ夫人の実話を基にした草鹿宏の小説を映画化。

## あらすじ
カメラマンを目指す日本人青年は放浪の旅の末、スイスで現地の少女と運命の出会いを果たす。しかし、少女の両親の妨害にあい、2人は離れ離れになってしまう。
少女は教会で訴える。「神様なぜ愛にも国境があるの」。

## スタッフ
- 監督：吉松安弘
- 製作：松本常保、大志方恭子、森岡道夫
- 原作：草鹿宏
- 脚本：篠崎好、吉松安弘
- 撮影：原一民
- 美術：竹中和雄
- 録音：田中信行
- 照明：高島利雄
- 編集：黒岩義民
- 助監督：西川常三郎
- 製作担当者：森知貴秀
- 音楽：ミッキー吉野
- 整音：西尾昇
- 音響制作：東宝録音センター

## キャスト
- 速水翔：国広富之
- リリアーヌ：キャロル・リクソン
- ローズマリー：エルビラ・シャルシェール
- ミハエル：フランツ・ソーエル
- カズ：丹波義隆
- ジン：火野正平
- 滝五郎：村野武範
- ワイマー老人：コンラッド・フォン・ボルク
- アニタ：ベロニク・デルブール
- 警察本部長：ルディ・ルノワール

## 主題歌
- 「リリー」（歌：国広富之）
  - 作詞：吉松安弘／作曲：ミッキー吉野／編曲：若草恵

## 同時上映
『Alice the Movie 美しき絆』
- 構成・脚本：田波靖男、丸田勉／監督：坪島孝／音楽・主演：アリス